# 丸亀お城まつり
丸亀お城まつり（まるがめおしろまつり）は、香川県丸亀市の亀山公園（丸亀城跡）とその周辺で5月のゴールデンウィークに開催されているまつり。主催は丸亀お城まつり協賛会。丸亀城天守の解体復元工事が完成し、国の重要文化財に指定された1950年に第1回を開催。前夜祭として日本の太鼓まつり、丸亀観光親善大使発表会が開催されている。

## 主なイベント
- 丸亀お城村（同日の場内イベント）
- 全日本骨付鳥選手権
- 全日本うどん選手権
- 丸亀の獅子舞競演
- 丸亀お城村 - ボランティア団体など各種団体による自主的運営でお化け屋敷、フリーマーケットなど開催
- 丸亀城バサラ京極隊 - 丸亀婆娑羅の奇抜な衣装を身に纏い京極家歴代当主に扮した丸亀城の観光案内チームによるパフォーマンスライブ。
- まんでガンガン大行進 - マーチングバンド、やっこ連、鉄砲隊、時代絵巻、京極隊、太鼓台のパレード
- 海上自衛隊の入港一般公開
- 丸亀おどりのフリースタイル大会（1日目）、総踊り大会（最終日）

## アクセス
- 最寄鉄道駅は四国旅客鉄道丸亀駅